# Bandiera dell'Oblast' di Magadan
La bandiera dell'Oblast' di Magadan è stata adottata il 28 dicembre 2001.

## Descrizione
La bandiera dell'Oblast di Magadan raffigura onde alternate di blu e bianco su un campo rosso. Sul lato del montante superiore è mostrato lo stemma dell'oblast. La bandiera ricorda le bandiere sovietiche dell'Estonia e della Lettonia, nonostante quelle ex repubbliche si trovassero dall'altra parte dell'Eurasia. La bandiera è anche simile alla bandiera di Magadan vera e propria, mentre sostituisce il cervo come stemma.

Bandiera della città di Magadan